# Sceloporus smaragdinus
Sceloporus smaragdinus este o specie de șopârle din genul Sceloporus, familia Phrynosomatidae, descrisă de Bocourt 1873. A fost clasificată de IUCN ca specie cu risc scăzut. Conform Catalogue of Life specia Sceloporus smaragdinus nu are subspecii cunoscute.